# مقياس زمني جيولوجي قمري

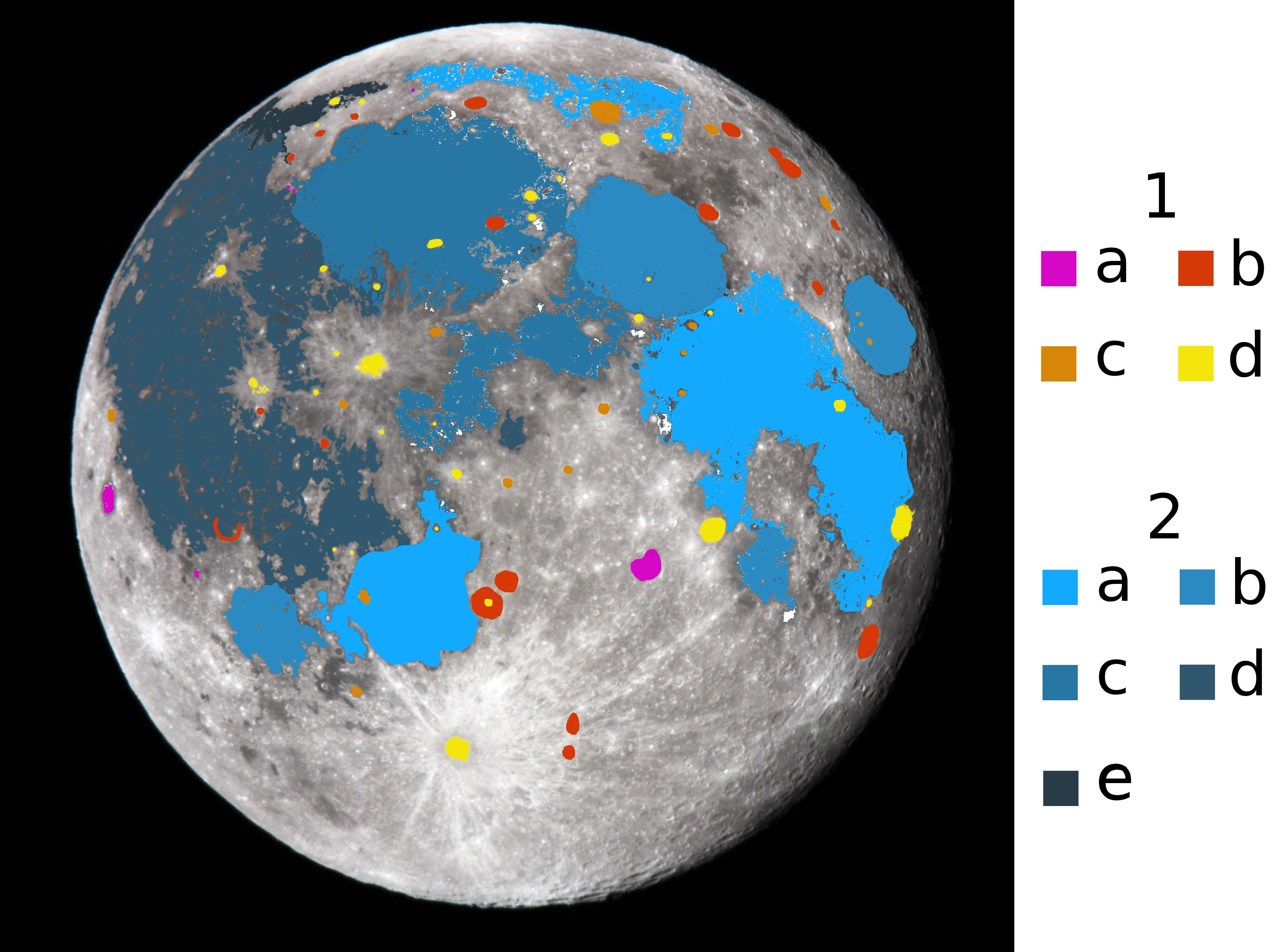
خريطة توضح أعمار التضاريس السطحية المُختلفة على القمر حسب المقياس الزمني القمري. ففي المجموعة الأولى (الفوهات) يُشير حرف "a" إلى الفترة النكتارية و"b" إلى الإمبرية و"c" إلى الإراتوسثينية و"d" إلى الكوبرنيكية. أما في المجموعة الثانية (البحار) فيُشير "a" إلى الفترة القبل نكتارية و"b" إلى النكتارية و"c" إلى الإمبرية المُبكرة و"d" إلى الإمبرية المتأخرة و"e" إلى الإراتوسثينية.

المقياس الزمنيّ الجيولوجيّ القمريّ هو مقياس للأزمنة الجيولوجية على القمر. يُقسم هذا المقياس تاريخ القمر الجيولوجيّ إلى خمس فترات مُختلفة هي: القبل نكتارية والنكتارية والإمبرية (المبكرة والمتأخرة) والإراتوسثينية والكوبرنيكية. وحدود هذا المقياس مُرتبطة بظواهر اصطدام ضخمة غيرت من طبيعة السطح القمري، مثل تغيرات أشكال الفوهات الصدمية التي تحدث من وقت إلى آخر وتغير نسب توزع الفوهات في المناطق المُختلفة. توصل العلماء إلى التواريخ الدقيقة لهذه الفترات بالتأريخ الإشعاعي للعينات التي أخذت من سطح القمر. لكن مع هذا فلا يَزال هناك جدل كبير حول أعمار الأحداث المُحددة التي تؤرخ بها الفترات، لأن ربط عينات الحطام الصخري السطحي مع العلامات الجيولوجية التي نعرفها في تاريخ القمر هو أمر صعب، ومُعظم الأعمار القمرية الإشعاعية تأثرت إلى حد كبير بالاصطدامات القمرية القديمة.

## علم الطبقات القمرية
| نطاق القمر الزمني | نطاق القمر الزمني | نطاق القمر الزمني |
| العصر             | الفترة            | مليون سنة مضت     |
| ----------------- | ----------------- | ----------------- |
| كوبرنيكية         | كوبرنيكية         | اليوم - 1100      |
| إراتوسثينية       | إراتوسثينية       | 1100 - 3200       |
| إمبرية            | متأخرة            | 3200 - 3800       |
| إمبرية            | مبكرة             | 3800 - 3850       |
| نكتارية           | نكتارية           | 3850 - 3920       |
| قبل نكتارية       | مجموعات الأحواض   | 3850 - 4150       |
| قبل نكتارية       | كريبتية           | 4150 - 4567       |

إن العاملين الجيولوجيين الرئيسيين الذين أثرا على سطح القمر على مرّ العصور هما البراكين والاصطدامات المولدة للفوهات، وباستخدام مبادئ علم وصف طبقات الأرض الأساسية (مثل قانون الترتيب الفائق) فيُمكن للعلماء ترتيب الأحداث الجيولوجية المُرتبطة بهذين العاملين لاستخدامها كمقياس للزمن. ففي وقت ما اعتقد أن بحار القمر يُمكنها أن تمثل وحدة زمنية واحدة ذات عُمر خاص، لكن يَعرف العلماء اليوم أن ظاهرة براكين البحار القمرية كانت ظاهرة مُستمرّة، فقد بدأت منذ 4.2 مليار عام وربما ظلت مُستمرة حتى وقت ما قبل 1.2 مليار عام. أما الاصطدامات فهي في الواقع أكثر العوامل نفعاً لتعريف أزمنة الحقب والطبقات القمرية، فهي تخلف آثاراً ضخمة وتمثل ظاهرة جيولوجية مُستمرة دائماً. ويُغيرهذا التأثير المُستمر للاصطدامات على المدى الطويل من هيئة وتشكيل التضاريس السطحية القمرية بطريقة كمية، ويُمكن أيضاً أن تستخدم الحالة التي يَتآكل فيها معلم تضاريسيّ لتحديد زمن تقريبيّ.
قسم المقياس الزمني الجيولوجي القمري إلى خمس فترات هي: القبل نكتارية والنكتارية والإمبرية والإراتوسكثينية والكوبرنيكية، وواحدة منها هي الفترة الإمبرية مُقسمة أكثر إلى حقبتين مبكرة ومتأخرة. بنيت تقسيمات الأزمنة الجيولوجية هذه على علامات جيولوجية وتشكيلية ملائمة لتحديد وتعريف أوقات واضحة، ولذا فهيَ لا يُجب أن تأخذ على أنها تحدد أي تغيرات جوهرية أو أساسية حدثت للسطح القمريّ في تلك الفترات. يَتميز القمر في النظام الشمسيّ بأنه الجسم الوحيد (غير الأرض) الذي أخذت منه عينات صخرية من بيئات جيولوجية مَعروفة. وبالربط بين أعمار العينات التي حصلت عليها رحلات أبولو بالمعلومات الجيولوجية التي نعرفها تمكن العلماء من تحديد أعمار دقيقة لهذه الفترات الجيولوجية.

### الفترة القبل نكتارية
تعتبر الفترة القبل نكتارية هي الفترة التي بدأت عندما تكونت قشرة القمر، واستمرت حتى حَدَثَ الاصطدام النكتاريّ الضخم. فبحر الرحيق أو «نكتارس» (كما يُسمى في اللاتينية) هو حوض اصطداميّ متعدد الحلقات تكون على الجانب القريب من القمر، ويُمثل الدثار أو الغطاء الذي خلفته مقذوفات هذا الحوض القديمة علامة طبقية جيولوجية مُفيدة لتحديد الأزمنة. حسب المعلومات الحالية فيُوجد 30 حوض اصطداميّ يَعود إلى تلك الحقبة على القمر، أقدمها هو حوض القطب الجنوبي أتكن. قسمت الفترة القبل نكتارية من قبل بشكل غير رسميّ إلى 9 حقب فرعية تبدأ من الحقبة الكربتية وتنتهي بمجموعات الأحواض، لكن لا تستخدم أي خرائط جيولوجية قمرية هذه التقسيمات.

### الفترة النكتارية
تشمل الفترة النكتارية جميع الأحداث الجيولوجية التي حصلت أثناء المُدة المُمتدة بين وقت تكون حوضي بحر الرحيق وبحر الأمطار الاصطداميّين. يَعرف العلماء حالياً 12 حوض اصطداميّ مُتعدد الحلقات يَعود إلى الفترة النكتارية، بما في ذلك حوضا بحر الصفاء وبحر الشدائد. كان أحد الأهداف العلمية لرحلة أبولو 16 تأريخ الزمن الذي تعود إليه المواد التي تأثرت باصطدامات الأحواض القمرية العائدة إلى الفترة النكتارية، لكن مع ذلك فإن عُمر حوض الرحيق (نكتارس) عامض ومُبهم نوعاً ما، فأكثرية نتائج الحسابات تحدد أرقاماً تبدأ من زمن قبل 3.92 ب س (مليار سنة) وأقليتها تحدد زمن 3.85 ب س. وقد اعتقد حديثاً أن عُمر حوض الرحيق يُمكن أن يَعود في الواقع إلى زمن أقدم بكثير يَبلغ 4.1 ب س تقريباً.

### الفترة الإمبرية
قسمت الفترة الإمبرية إلى فترتين فرعيتين مبكرة ومتأخرة. تُحدد الفترة الإمبرية المُبكرة على أنها الفترة الزمنية المُمتدة بين تكون حوضي بحر الأمطار والبحر الشرقي الاصطداميّين. يُعتقد ان حوض الأمطار تكون قبل 3.85 ب س، مع أن أقلية من الآراء تؤرخ هذا الحدث بما قبل 3.77 ب س. و«حوض سكرودنجر» هو الحوض الوَحيد الآخر مُتعدد الحلقات الذي يَعود إلى الفترة الإمبرية المُبكرة، ولم تتكون أي أحواض كبيرة مُتعددة الحلقات بعد هذه الحقبة.

### الفترة الإراتوسثينية
تحدد بداية الفترة الإراتوسثينية بأنها الوقت الذي طَمَست فيه عملية التعرية فوهات صدمية تعود إلى حقبة مُحددة وتملك أحجاماً مُحددة DL بالكامل تقريباً. عامل التعرية الأساسيّ على القمر هو الاصطدامات الفوهية نفسها، مع أنه يُمكن للعامل الزلزاليّ أن يَكون قد لعب دوراً أصغر هو الآخر. إن الزمن الدقيق لحدود هذه الفترة ليس مُحدداً جيداً، لكنه عادة ما يُحدد بأنه قريب من 3.2 ب س. أما حدود نهاية هذه الفترة فهي تحدد بأنها الزمن الذي تعود إليه مواد السطح القمريّ اللامعة عموماً (فهذه المواد تصبح داكنة اللون مع الوقت نتيجة لعملية التجوية الفضائية)، وقد كانت هذه الفترة في الأصل تحدد عموماً بأنها الوقت الذي فقدت فيه الفوهات الاصطدامية لمعان أنظمتها الشعاعية (خطوط مُتشعبة تتفرع من مراكز الفوهات خلفتها مقذوفات الاصطدامات). لكن مع هذا فقد انتقد هذا التعريف حديثاً لأن لمعان بعض الأشعة الفوهية سببه هو خواص تركيبها الكيميائيّ لا تأثير التجوية الفضائية عليها.

### الفترة الكوبرنيكية
الفترة الكوبرنيكية هي أحدث فترة جيولوجية على القمر. استخدمت في الأصل الأنظمة الشعاعية اللامعة التي تطوق الفوهات لتحديد وتوضيح حدود الفترة الكوبرنيكية، لكن كما ذكر آنفاً فقد تعقد هذا بسبب وُجود أنظمة شعاعية لامعة تستمدّ لمعانها من تركيبها الكيميائيّ. إن تعريف حدود الفترة الكوبرنيكية ليس مُرتبطاً بتاريخ تكون فوهة كوبرنيكوس. إن تاريخ بداية هذه الفترة ليس مَدروساُ جيداً، لكن عادة ما يُحدد بأنه قبل 1.1 ب س، وتمتد هذه الفترة منذ ذلك الوقت حتى يومنا هذا.